# Freimessen
Unter dem Begriff Freimessen versteht man in der Kerntechnik den messtechnischen Nachweis, dass bestimmte, vor allem beim Rückbau bzw. Abriss einer kerntechnischen Anlage anfallende Rückstände wie Bauschutt, Metallteile etc. so wenig radioaktive Aktivität aufweisen, dass sie nicht mehr überwacht werden müssen. Die Entscheidung, das Material aus der atomrechtlichen Überwachung zu entlassen, bezeichnet man als „Freigabe“. Das Freimessen ist eine Vorstufe der Freigabe; die Messungen selbst werden, da sie der Entscheidung über eine Freigabe dienen, als „Entscheidungsmessungen“ bezeichnet.
Nur ein kleiner Teil des gesamten Materials in einer kerntechnischen Anlage ist überhaupt jemals mit Radioaktivität in Berührung gekommen. Davon kann wiederum der größte Teil durch Dekontaminierungsmaßnahmen von anhaftenden Radionukliden befreit werden. Material, dessen Aktivität nachweislich unterhalb eines bestimmten Niveaus liegt, kann aufgrund behördlicher Entscheidung freigegeben werden. Danach ist das Material kein radioaktiver Stoff im Sinne des Atomrechts mehr. Beim Abriss eines Kernkraftwerks können am Ende etwa 97 % der Gesamtmasse freigegeben werden.